# Musée des Beaux-Arts de Nice

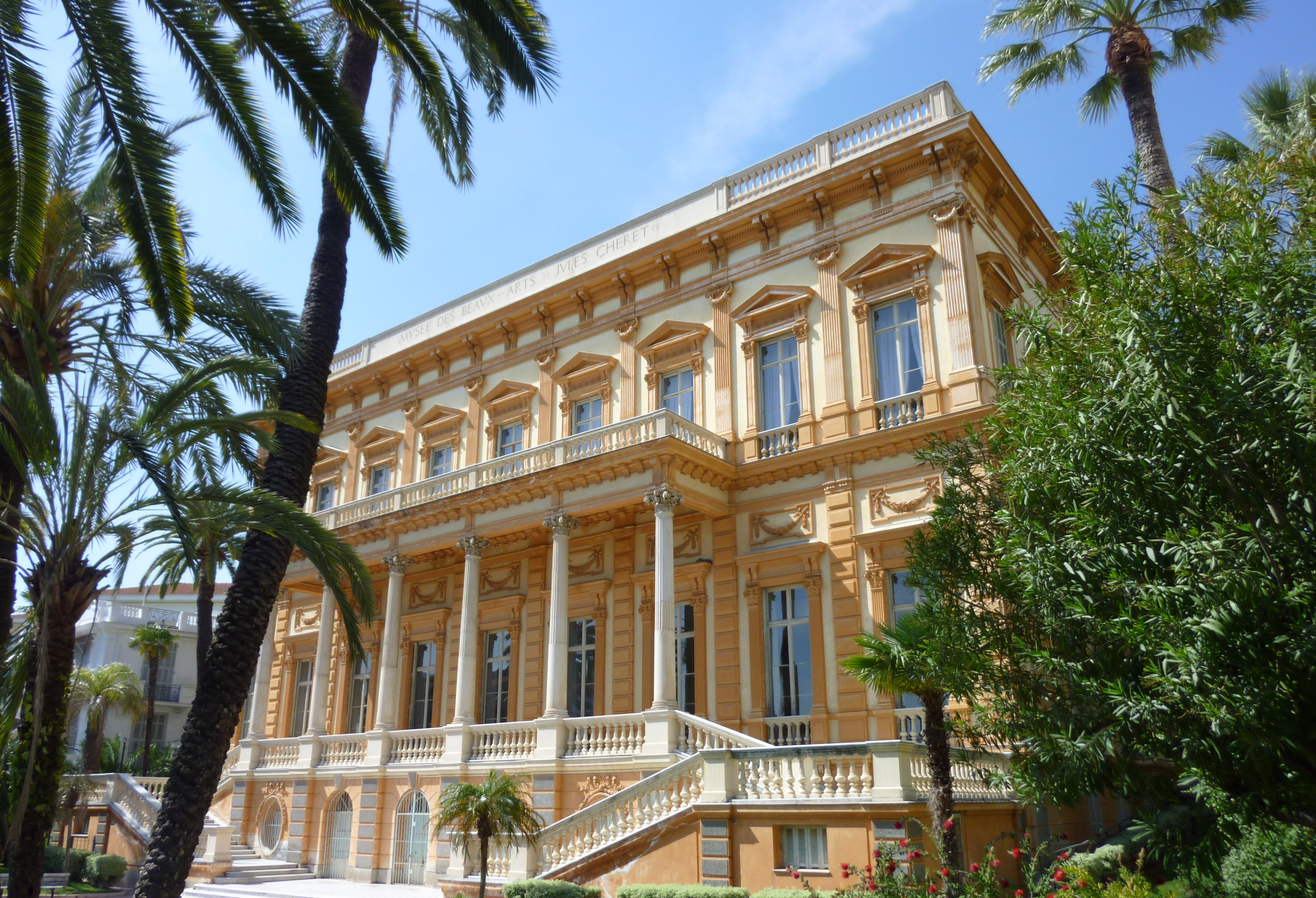
Musée des Beaux-Arts de Nice, Außenansicht der ehemaligen Villa Thomson

Das Musée des Beaux-Arts de Nice ist ein städtisches Kunstmuseum in Nizza. Es befindet sich in einer Villa im Stil der Neorenaissance. Schwerpunkte der Sammlung sind Werke französischer Künstler des 19. und 20. Jahrhunderts.

## Geschichte

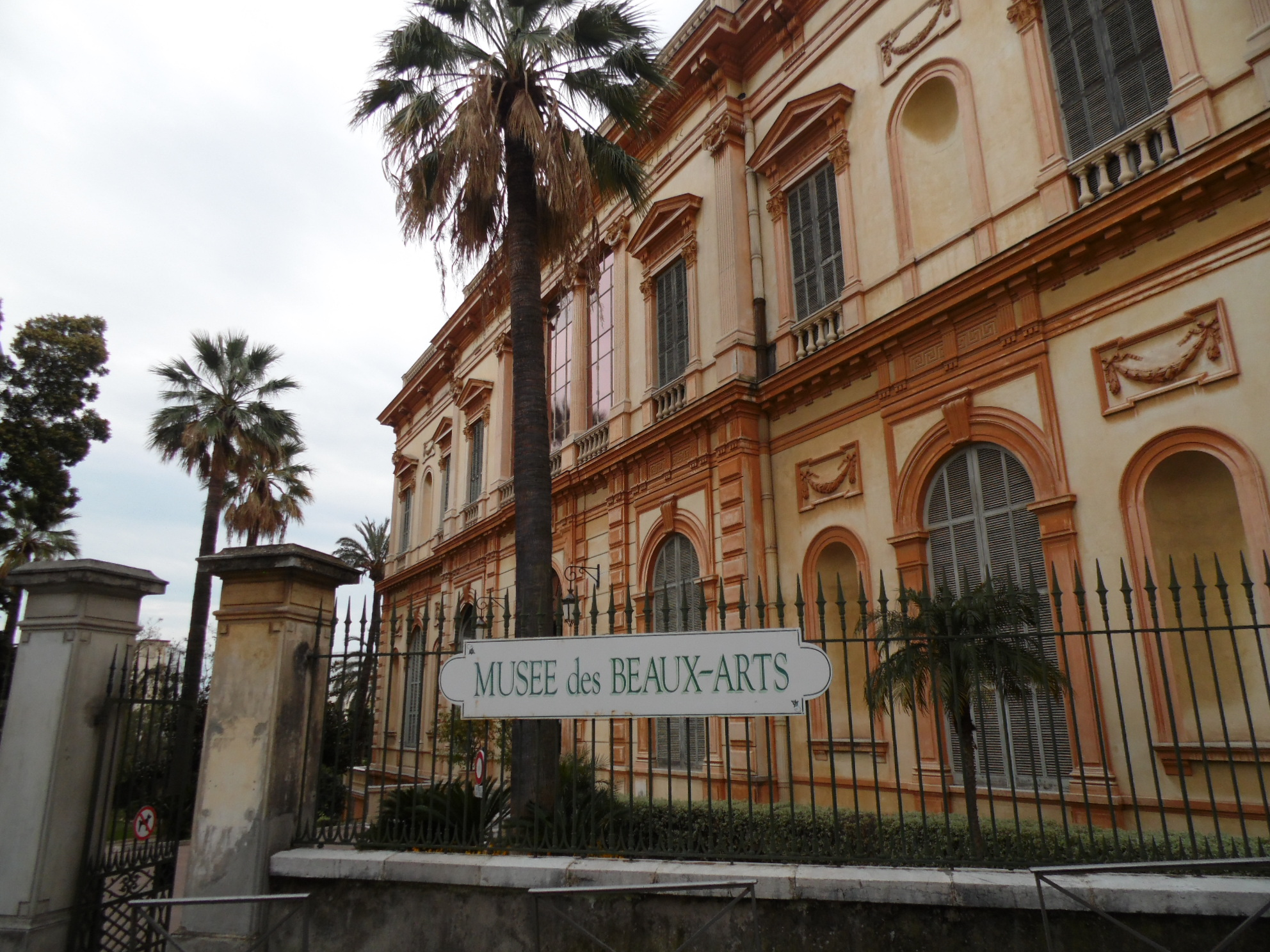
Musée des Beaux-Arts de Nice, Blick von der Straße zum Eingang

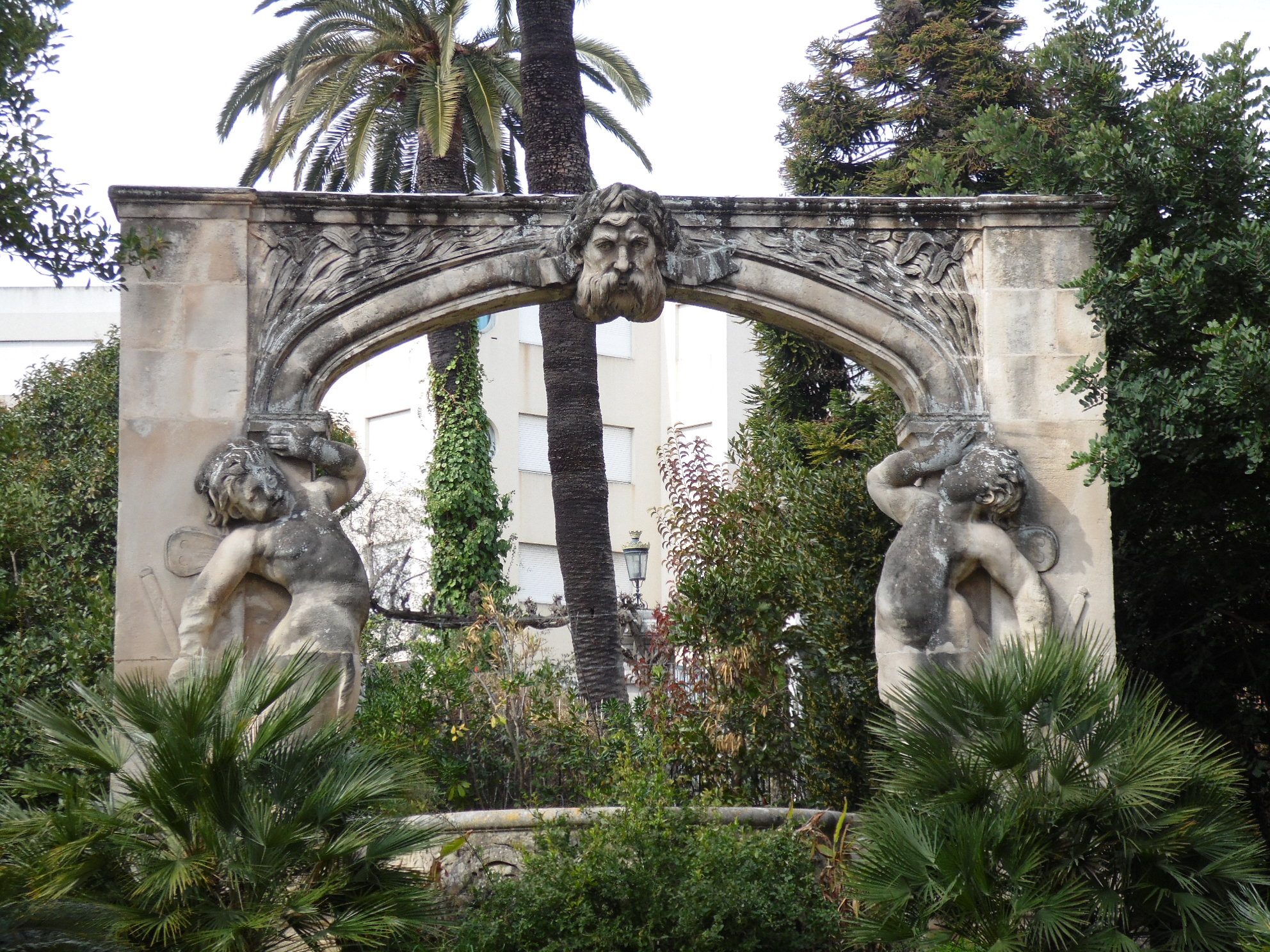
Musée des Beaux-Arts de Nice, Garten

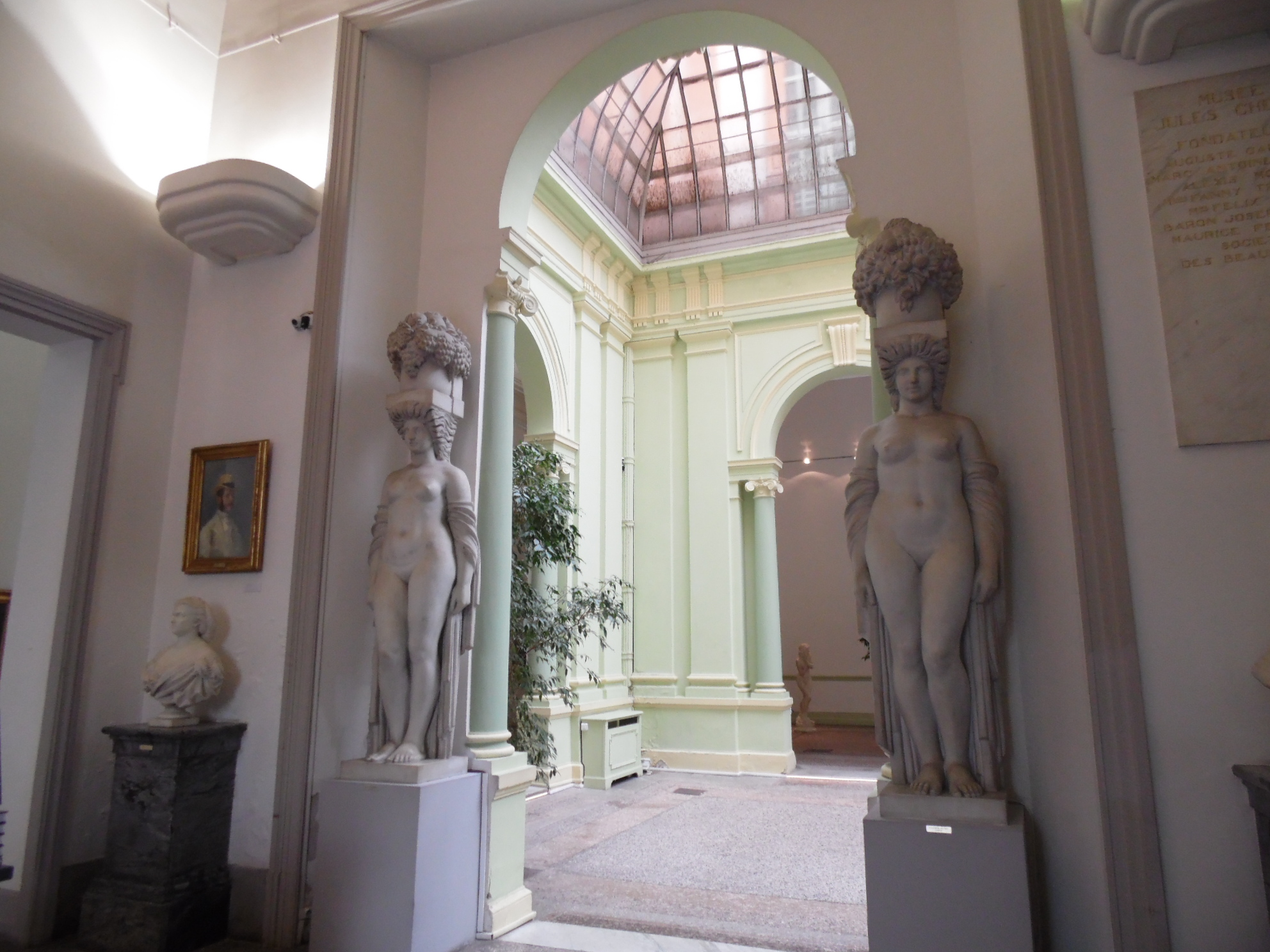
Musée des Beaux-Arts de Nice, Innenansicht

Als Nizza 1860 durch die Vereinbarungen im Vertrag von Turin an Frankreich fiel, verfügte die Stadt über kein Kunstmuseum. Dies änderte sich, als Kaiser Napoleon III. bei einem Besuch in Nizza die Gründung eines Museums anregte und hierzu Leihgaben von Kunstwerken aus staatlichen Sammlungen bereitstellen ließ. Da es zunächst kein eigenes Museumsgebäude gab, wurden die Kunstwerke in der Stadtbibliothek (Bibliothèque municipale) in der Rue Saint-François de Paule ausgestellt. Aufgrund der stetig wachsenden Sammlung und des damit verbundenen Platzmangels zog das Museum in der Folgezeit mehrfach um. 1875 beschloss die Stadt für das Museum eine Etage im Palast der Comtesse Rey anzumieten, 1892 zog die Sammlung in ein Gebäude in der Rue Dubouchage und 1901 wurde auf Anregung des Malers Alexis Mossa (1844–1926) ein Gebäude in der Avenue Notre-Dame bezogen. 1928 folgte der Umzug in das heutige Museumsgebäude, die ehemalige Villa Thomson. Bis zu seinem Tod 1926 leitete Alexis Mossa das Museum, danach übernahm sein Sohn Gustav-Adolf Mossa die Leitung, die er bis zu seinem Tod 1971 innehatte. Während des Zweiten Weltkriegs war die Sammlung im Schloss von Vérignon deponiert. Das Museum öffnete nach dem Krieg wieder am 9. November 1945.

## Gebäude
Das heutige Museumsgebäude entstand ursprünglich als Wohnsitz für die russische Fürstin Elisabeth Kotschubei. Sie ließ sich im westlich der Altstadt gelegenen Stadtteil Baumettes auf einem rund ein Hektar großen Grundstück ab 1878 eine Villa im Stil der italienischen Renaissance errichten. Noch während der lang andauernden Bauarbeiten verkaufte sie das Gebäude 1883 an den Amerikaner James Thomson (auch Thompson), der es von dem aus Nizza stammenden Architekten Constantin Scala fertigstellen ließ. Thomson veranstaltete in der Villa Konzerte und Bälle und bewohnte das Haus bis zu seinem Tod 1897. Das Grundstück mit dem großzügigen englischen Garten wurde in den Folgejahren mehrfach geteilt und bebaut. Die Stadt Nizza erwarb schließlich 1925 die Villa, um hierin das Kunstmuseum der Stadt unterzubringen. Zunächst begannen mehrjährige Umbauten, um das ursprünglich als Wohnhaus errichtete Gebäude in ein Museum umzuwandeln. Von der dekorativen Innenausstattung blieb nur die große Treppe im Stil der Belle Époque erhalten, während beispielsweise Fresken im pompejanischen Stil verschwanden. Am 7. Januar 1928 eröffnete das Museum als Palais des Arts Jules Chéret. Seit dem 17. Dezember 1976 steht das Gebäude als Monument historique unter Denkmalschutz.

## Sammlung
Die Sammlung entstand zum Teil durch Ankäufe durch die Stadt Nizza, große Teile kamen durch Stiftungen von Privatpersonen in das Museum. Insbesondere erhielt das Museum zahlreiche Werke aus dem Nachlass verschiedener Künstler. Der Schwerpunkt der Sammlung liegt bei Werken französischer Maler und Bildhauer.
Zu den bedeutenden Werken des Museums gehört das um 1540 entstandene Gemälde Kreuzigung von Agnolo Bronzino. Arbeiten anderer italienischer Künstler sind nur vereinzelt in der Sammlung vertreten. Hierzu gehören Gemälde von Francesco Guarino (1611–1651), Francesco Trevisani und Francesco Cozza. Auch der Bestand an flämischer und niederländischer Kunst ist auf wenige Werke begrenzt. Hierzu gehören Allegorie der Erde und Allegorie des Wassers von Jan Brueghel dem Jüngeren oder Angelika und Medoro von Abraham Bloemaert.
Ein Saal ist der französischen Künstlerfamilie van Loo gewidmet. Der in Nizza geborene Charles André van Loo, der als Hofmaler von König Ludwig XV. Bekanntheit erlangte, ist im Museum beispielsweise mit einer Vermählung der Jungfrau vertreten. Von seinem Neffen Charles-Amédée-Philippe van Loo besitzt das Museum die großformatigen Werke La sultane commande des ouvrages aux odalisques und La sultane servie par des eunuques noirs et blancs. Weitere Werke des 18. Jahrhunderts sind Tête de vieillard von Jean-Honoré Fragonard und Les gorges d’Ollioules von Hubert Robert.
Aus dem 19. Jahrhundert stammen vier monumentale Gemälde von Nicaise de Keyser, die das Treppenhaus schmücken. Hinzu kommen Bilder der Schule von Barbizon wie La Clairière, souvenir de Ville d'Avray von Camille Corot sowie Werke von Charles-François Daubigny, Jules Dupré, Théodore Rousseau und Narcisso Virgilio Díaz de la Peña. Einen umfangreichen Bestand an Arbeiten von Félix Ziem erhielt das Museum durch die Witwe des Künstlers. Darüber hinaus gibt es in der Sammlung Werke der akademischen Maler Alexandre Cabanel und Jean-Joseph Benjamin-Constant und Gemälde des Orientalismus wie Die Haremsdienerin von Paul Désiré Trouillebert, Die Orangenhändler von Félix-Auguste Clément (1826–1888) und Die Flucht nach Ägypten von Luc-Olivier Merson (1846–1920). Weiterhin zeigt das Museum Werke von Eugène Boudin und den impressionistischen Malern Armand Guillaumin, Alfred Sisley und Claude Monet (Cliff Fécamp von 1897). Für den Naturalismus stehen Bilder von Jules Bastien-Lepage, Marie Bashkirtseff und Louise-Cathérine Breslau.
Aus dem 20. Jahrhundert stammen Werke von Künstlern der Nabis wie Édouard Vuillard und Pierre Bonnard sowie der Fauves wie Sur la plage von Louis Valtat, Terrasse à St Tropez von Charles Camoin, Madame Jenny von Kees van Dongen und zahlreiche Arbeiten aus dem Nachlass von Raoul Dufy. Hinzu kommen die Bilder Jeune fille à sa toilette von Henri Lebasque, Méditerranée von Georges d'Espagnat (1870–1950) sowie Werke von Marie Laurencin, Moïse Kisling, Félix Vallotton und Marc Chagall. Große Werkgruppen besitzt das Museum von Gustav-Adolf Mossa und Jules Chéret. Zudem gibt es im Museum Skulpturen von Jean-Baptiste Carpeaux, François Rude, Auguste Rodin und 75 Arbeiten aus dem Nachlass von Michel de Tarnowsky (1870–1946).

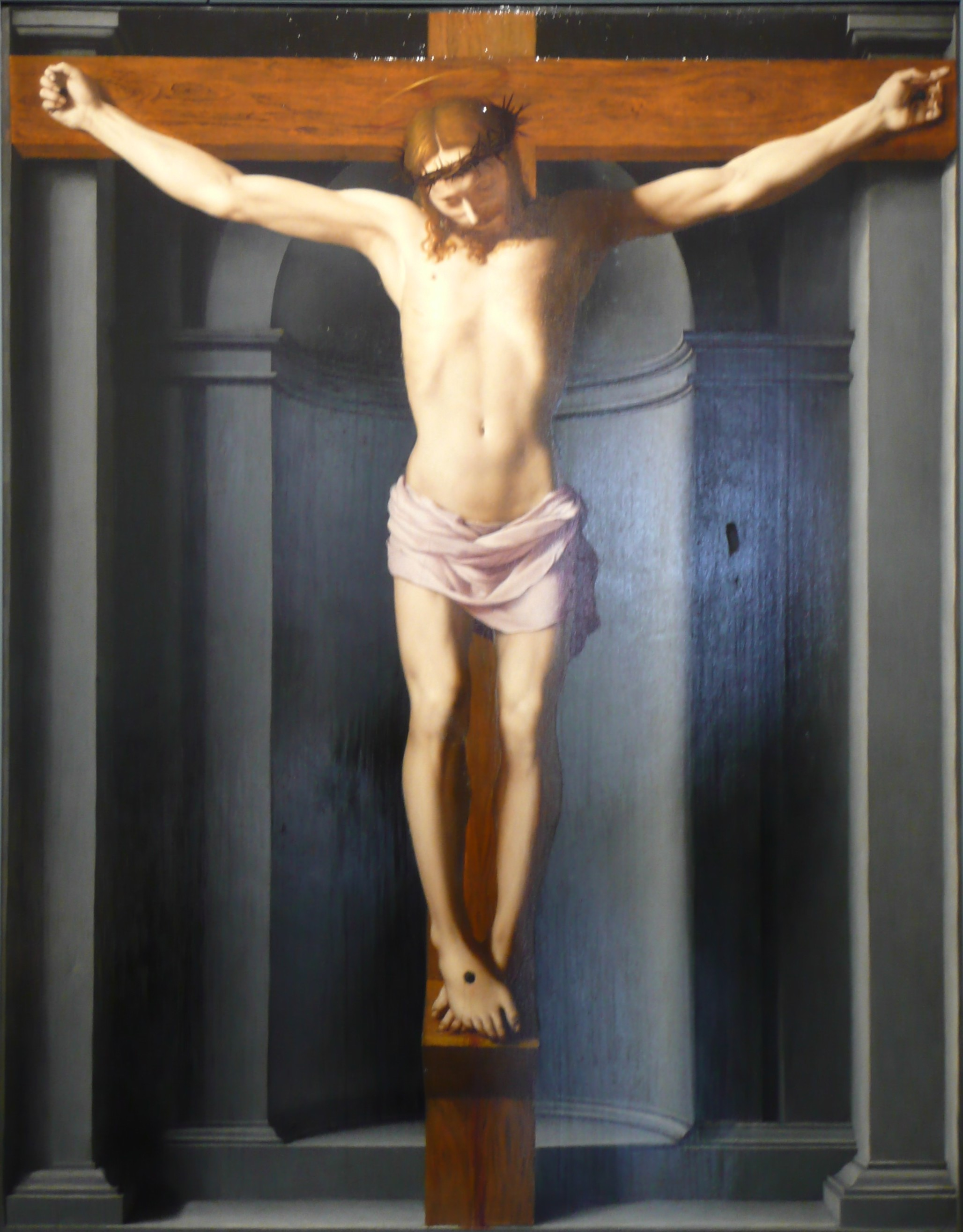
Agnolo Bronzino: Kreuzigung
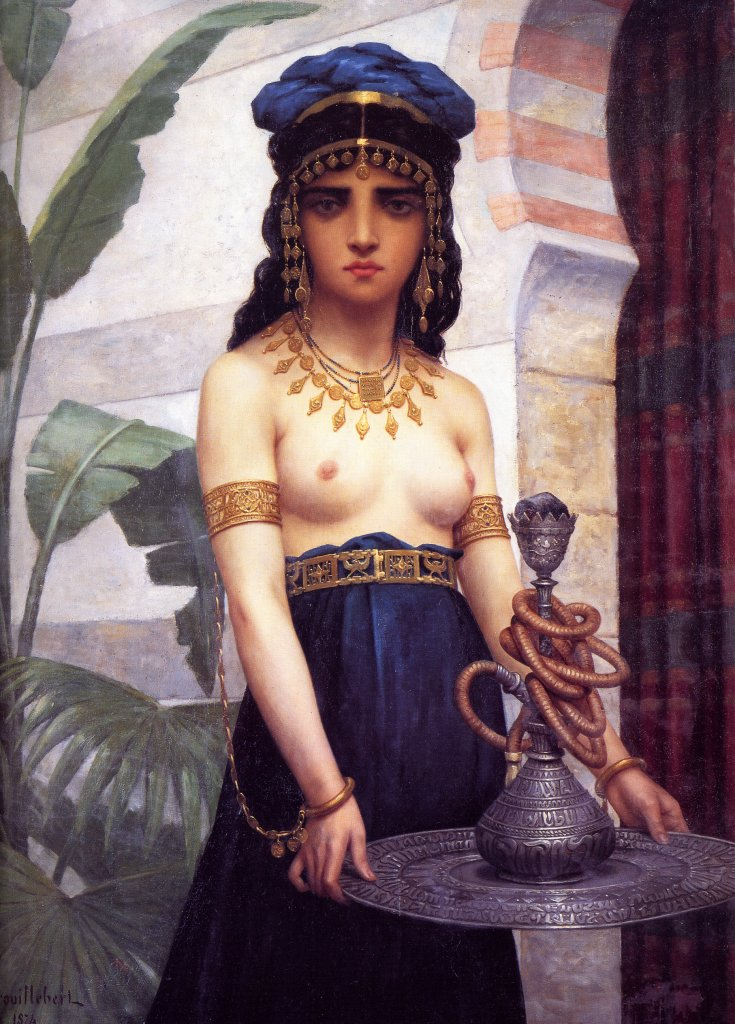
Paul Désiré Trouillebert: Die Haremsdienerin
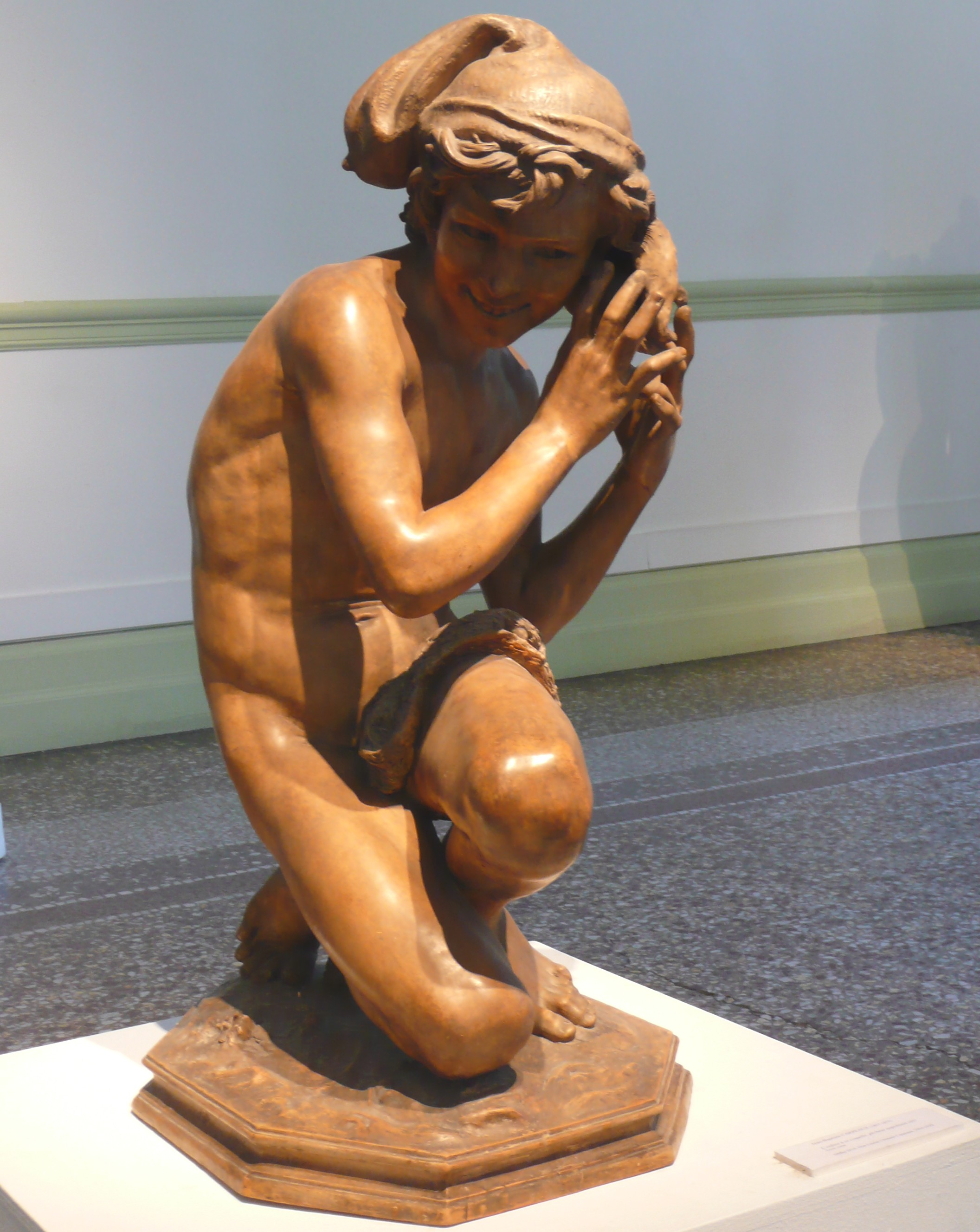
Jean-Baptiste Carpeaux: Enfant à la coquille, pêcheur napolitain
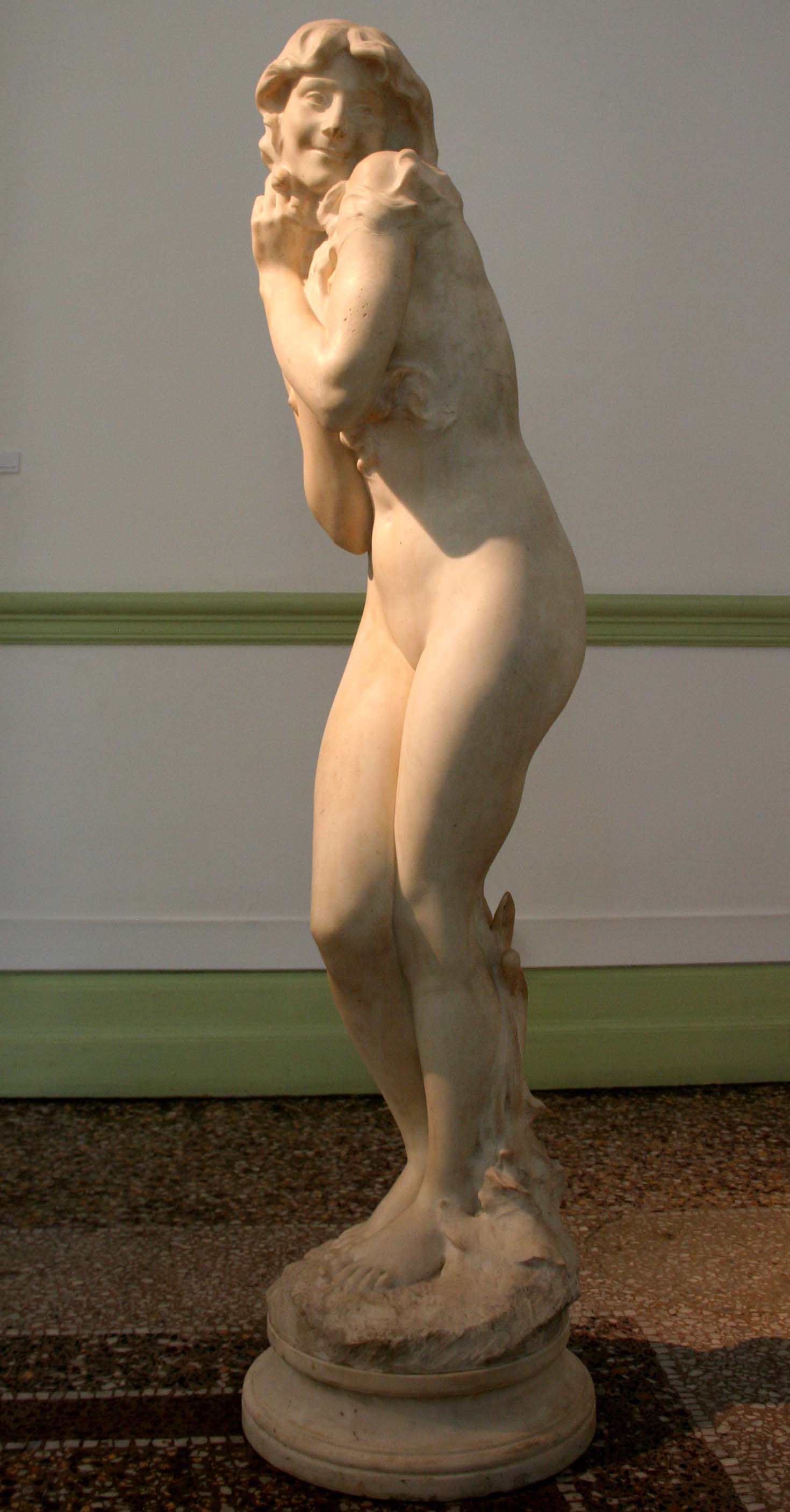
Michel de Tarnowsky: Surprise